# 埃什特拉 (波瓦-迪瓦尔津)
埃什特拉是葡萄牙波尔图区的一个堂区。总面积11.73平方公里，总人口2596人，人口密度221.3人/平方公里。